# Stanisław Marczuk
Stanisław Marian Marczuk (ur. 20 listopada 1935 w Doktorcach) – polski polityk, działacz związkowy, uczestnik opozycji demokratycznej w okresie PRL, senator IV kadencji.

## Życiorys
Ukończył w 1978 studia na Wydziale Technologii Budowy Maszyn Politechniki Białostockiej. Od 1955 do 1981 pracował w Fabryce Przyrządów i Uchwytów (późniejsza Fabryka Przyrządów i Uchwytów „Bison-Bial”) w Białymstoku. W 1980 wstąpił do „Solidarności”, był m.in. sekretarzem Komitetu Założycielskiego związku, członkiem Komisji Krajowej, przewodniczącym regionalnego MKS. W stanie wojennym pozostawał w ukryciu, ujawnił się w marcu 1983. W związku z represjami do 1989 pozostawał osobą bezrobotną. Na początku lat 90. stał na czele zarządu regionu związku, w 1992 przeszedł na emeryturę.
Od 1994 do 1998 pełnił funkcję radnego Białegostoku. Był także senatorem IV kadencji z ramienia Akcji Wyborczej Solidarność, w 2001 bezskutecznie ubiegał się o reelekcję z ramienia Bloku Senat 2001. W przedterminowych wyborach parlamentarnych w 2007 bez powodzenia kandydował do Sejmu z listy Platformy Obywatelskiej.

## Odznaczenia
Zarządzeniem prezydenta RP na uchodźstwie Ryszarda Kaczorowskiego z 11 listopada 1990 został odznaczony Krzyżem Kawalerskim Orderu Odrodzenia Polski. 28 sierpnia 2006 został odznaczony przez prezydenta RP Lecha Kaczyńskiego Krzyżem Komandorskim Orderu Odrodzenia Polski. W 2015 otrzymał Krzyż Wolności i Solidarności.